# 6차원 (2,0) 초등각 장론
이론물리학에서, 6차원 (2,0) 초등각 장론(六次元(2,0)超等角場論, 영어: 6-dimensional (2,0)-superconformal theory)은 M5-막 위에 존재한다고 생각되는 6차원 초등각 장론이다. 이는 {\displaystyle {\mathcal {N}}=(2,0)} 초대칭을 갖는다. 이 이론은 국소 라그랑지언을 갖지 않으며, 따라서 직접적으로 다루기 힘들다.

## (2,0) 이론의 콤팩트화
(2,0) 이론을 2차원 · 3차원 · 4차원 다양체에 콤팩트화하면, 다양한 형태의 S-이중성을 얻는다.

### 아지리스-자이베르그-가이오토 이중성
아지리스-자이베르그-가이오토 이중성(영어: Argyres–Seiberg–Gaiotto duality) 또는 가이오토 이중성은 4차원 {\displaystyle {\mathcal {N}}=2} 초등각 게이지 이론들에 대한 S-이중성이다. 이는 원래 필립 아지리스(영어: Philip Argyres)와 나탄 자이베르그가 발견한 이중성을 다비데 실바노 아킬레 가이오토(이탈리아어: Davide Silvano Achille Gaiotto)가 일반화하였다.
아지리스-자이베르그-가이오토 이중성이 적용되는 이론들은 M5-막을 구멍난(punctured) 리만 곡면에 감아서 정의된다. 즉, M5-막의 세계부피 이론인 6차원 {\displaystyle {\mathcal {N}}=(2,0)} 초등각 장론을 구멍난 리만 곡면에 축소화한 것이다. 이렇게 하여 얻을 수 있는 이론들을 𝒮류 이론(영어: theories of class 𝒮)이라고 한다.
가이오토의 이 논문에 대해서, 또다른 유명한 물리학자인 다치카와 유지(일본어: 立川 裕二 たちかわ ゆうじ[*])는 다음과 같이 적었다.
| “ | 지난 주 월요일에도 일기에 적었지만, 오늘 밤 나왔던 %의 논문은 아름답다. 내가 석사 시절부터 자이베르그-위튼 이론을 공부했기 때문에 그렇게 생각하는 건지 몰라도, 적어도 4차원 {\displaystyle {\mathcal {N}}=2} 초대칭 이론로서는 획기적인 발전이다. 이 정도 좋은 논문을 언젠가 쓰고 싶다. 先週月曜にも日記に書いたことの繰り返しになるが、今晩出た % の論文は美しい。僕が修士の頃から Seiberg-Witten 理論を勉強してきたからそう思うだけかも知れないけれども、少なくとも 4次元 N=2 超対称性理論としては画期的な発展だろう。これぐらい良い論文をいつか書きたいものだ。 | ” |
|   | — |   |

### 알다이-가이오토-다치카와 대응성
알다이-가이오토-다치카와 대응성(영어: Alday–Gaiotto–Tachikawa correspondence)은 4차원 {\displaystyle {\mathcal {N}}=2} 초등각 게이지 이론의 네크라소프 분배 함수(영어: Nekrasov partition function, 미세한 5번째 콤팩트 차원 방향에 일종의 뒤틀린 경계 조건을 가한 분배 함수)와 2차원 리우빌 장론 사이의 대응성이다. 루이스 페르난도 알다이(스페인어: Luis Fernando Alday), 다비데 실바노 아킬레 가이오토(이탈리아어: Davide Silvano Achille Gaiotto), 다치카와 유지(일본어: 立川 裕二 たちかわ ゆうじ[*])가 2009년에 발견하였다. 이는 아지리스-자이베르그-가이오토 이중성의 확장이며, 4차원 초대칭 게이지 이론의 각종 S-이중성들을 2차원 리우빌 장론으로 설명한다. 이 역시 궁극적으로 6차원의 M5-막을 2차원 리만 곡면 위에 축소화하여 얻어진다. 이 경우, 4차원 쪽을 콤팩트 차원으로 간주한다면 2차원 리우빌 장론을 얻고, 반대로 2차원 쪽을 콤팩트 차원으로 간주한다면 4차원 초대칭 게이지 이론을 얻는다.
| 4차원 {\displaystyle {\mathcal {N}}=2} 초등각 게이지 이론                    | 2차원 등각 장론 |
| ---------------------------------------------------------------------------- | --- |
| 네크라소프 분배 함수의 순간자 성분 {\displaystyle Z_{\text{inst}}}           | 등각 블록(conformal block) |
| 네크라소프 분배 함수의 1개 고리 성분 {\displaystyle Z_{\text{1-loop}}}       | DOZZ 인자들의 곱 |
| 네크라소프 분배 함수의 진공 기댓값 모듈러스에 대한 적분                      | 리만 구 위의 4점 상관 함수 |
| 네크라소프 매개 변수의 비 {\displaystyle \epsilon _{1},\epsilon _{2}}        | 리우빌 매개 변수 {\displaystyle b,1/b} |
| 가이오토 이중성에 등장하는 구멍 뚫린 리만 곡면                               | 국소 연산자가 삽입된 2차원 시공간 |
| (일반화) S-이중성군 ({\displaystyle \operatorname {SL} (2,\mathbb {Z} )} 등) | 리만 곡면의 사상류군(영어: mapping class group) ({\displaystyle \operatorname {SL} (2,\mathbb {Z} )=\operatorname {MCG} _{\text{homotopy}}(\mathbb {T} ^{2})}) |
| 초등각 지표                                                                  | 2차원 위상 양자장론 |

### 디모프테-가이오토-구코프 이중성
가이오토 이중성은 M5-막을 2차원 리만 곡면에 감아서 얻는다. 대신 M5-막을 3차원 다양체에 감아 3차원 {\displaystyle {\mathcal {N}}=2} 게이지 이론들을 얻을 수 있고, 이에 따라 같은 3차원 초대칭 게이지 이론의 서로 다른 묘사들을 얻을 수 있다. 투도르 단 디모프테(루마니아어: Tudor Dan Dimofte)와 다비데 실바노 아킬레 가이오토(이탈리아어: Davide Silvano Achille Gaiotto), 세르게이 겐나디예비치 구코프(러시아어: Серге́й Генна́дьевич Гу́ков)가 도입하였다.

## 같이 보기
- M5-막
- S-이중성